# Courtauly
Courtauly är en kommun i departementet Aude i regionen Occitanien  i södra Frankrike. Kommunen ligger  i kantonen Chalabre som ligger i arrondissementet Limoux. År 2022 hade Courtauly 76 invånare.

## Befolkningsutveckling
Antalet invånare i kommunen Courtauly
Referens: INSEE